# 마크로플라타
마크로플라타(Macroplata)는 중생대 쥐라기 전기 유럽에서 서식한 바다파충류의 일종이다. 화석은 영국에서 발견되었다. 목이 길고, 머리부분은 평평하다. 오늘날의 악어와 비슷한 강한 턱을 가졌다. 학명은 '길고 큰 판(big plate)'이라는 의미를 갖고 있다. 전체 몸 길이는 약 4.5m(15feet)정도 되었을 것으로 추정된다. 목은 29개의 뼈로 이루어져 있고, 이빨은 뾰족하다. 앞다리보다 뒷다리가 길다.